# Gerhard Lusenti
Gerhard Lusenti (* 24. April 1921 in Zürich; † 1. Juni 1996) war ein Schweizer Fussballspieler. Er war Schweizer Nationalspieler und nahm an der Weltmeisterschaft 1950 teil.

## Laufbahn
Gerhard Lusenti spielte in seiner Heimatstadt Zürich zunächst bis 1948 für den FC Young Fellows, ehe er vor der Saison 1948/49 zum amtierenden Schweizer Meister AC Bellinzona wechselte, bei dem er bis 1952 blieb. Anschliessend war er noch für den FC Locarno sowie unterklassig für den FC Bözingen aktiv.
Am 2. November 1947 absolvierte Lusenti sein erstes Länderspiel für die Schweizer Nationalmannschaft. Beim 4:0-Sieg über Belgien in Genf erzielte er in der fünften Minute den 1:0-Führungstreffer, das erste seiner insgesamt zwei Tore in der Nationalelf.
Für die Weltmeisterschaft 1950 in Brasilien wurde Lusenti in das Aufgebot von Nationaltrainer Franco Andreoli berufen. Er stand in allen drei Spielen der Vorrunde auf dem Platz. Nach einem Sieg, einem Unentschieden und einer Niederlage mussten die Schweizer als Dritter ihrer Gruppe die Heimreise antreten. Im selben und im folgenden Jahr bestritt Lusenti noch drei weitere Länderspiele, ehe er seine internationale Laufbahn beendete.